# Ligamenti penisa
Ligamenti penisa su anatomske strukture muškog polnog uda i sastoje se od dva ligamenta, površnog - fundiformnog i dubokog - suspenzornog ligamenta, koji učestvuju u statici penisa prilikom erekcije.

## Podela
Fundiformni (površni) ligament
Ovaj ligament je elastičan, obuhvata penis sa donje strane i bočno i porekla je od linee albe.
Suspenzorni ligament
Dublje od fundiformnog ligamenta i sa prednje strane pubične simfize,nalazi se suspenzorni ligament koji ide preko dorzuma penisa, i tu se spaja sa dubokom fascijom penisa (Buck).

## Literatura
„Male Genital Anatomy”. Boston University School of Medicine. Приступљено 10. 9. 2017.